# In Freundschaft

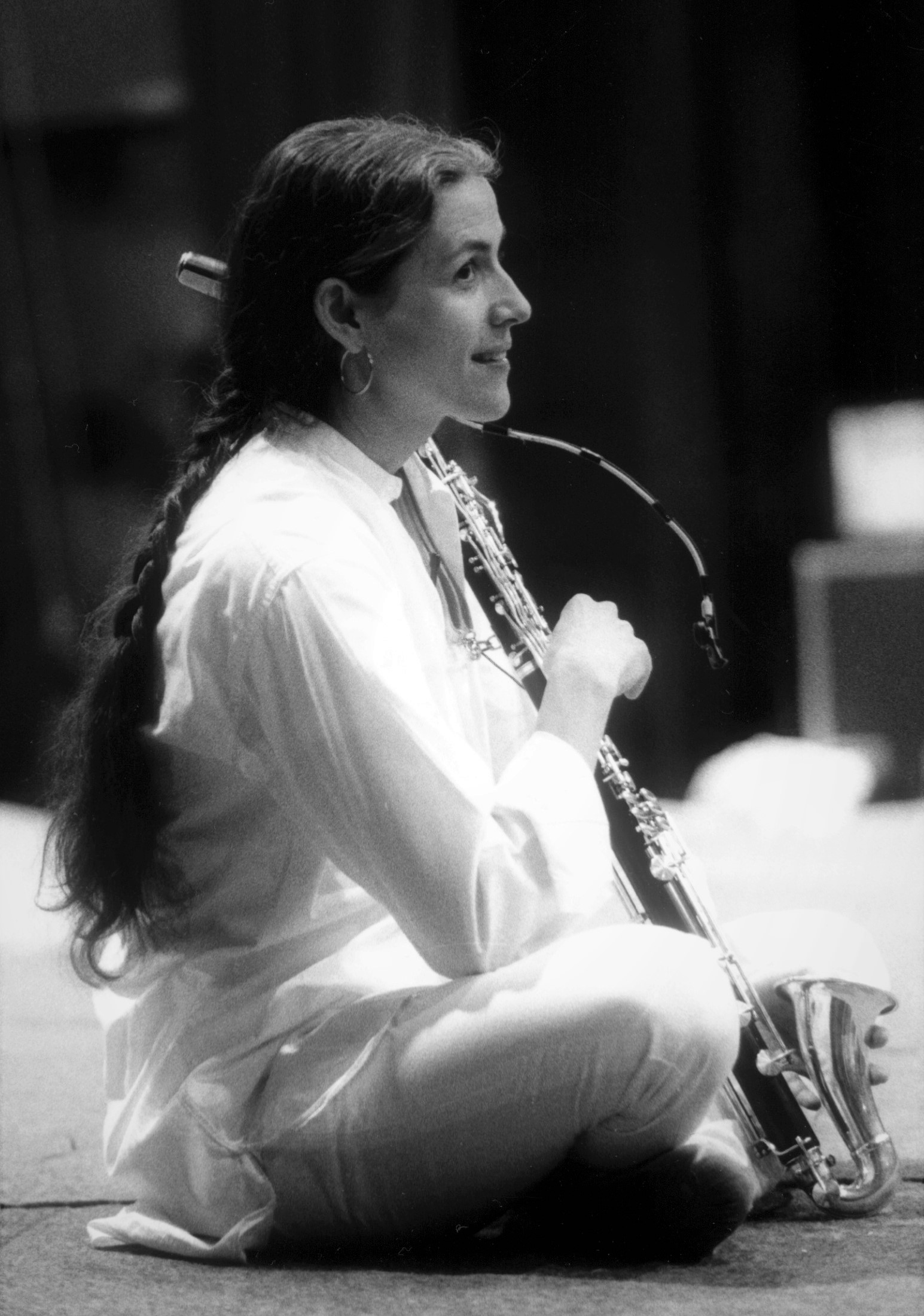
Die Klarinettistin Suzanne Stephens, für die In Freundschaft zuerst komponiert wurde

In Freundschaft ist eine Komposition für ein Soloinstrument von Karlheinz Stockhausen, Nr. 46 im Katalog seiner Werke. Es ist eine serielle Komposition, die er in der Urfassung für die Klarinette schrieb und später für viele andere Instrumente anpasste, oft aus Freundschaft zu bestimmten Musikern.
In Freundschaft wurde zuerst 1977 als Geburtstagsgeschenk für Suzanne Stephens konzipiert. Die ersten Aufführungen wurden bei ihrer Geburtstagsfeier am 28. Juli in Aix-en-Provence in einer dafür geschriebenen Version für Querflöte gespielt. Das Werk wurde im Laufe einiger Jahre vom Komponisten an fast alle Orchesterinstrumente angepasst. Es ist ein Beispiel für Stockhausens Konzept einer Formelkomposition, in der ein Grundmotiv zunächst vorgestellt wird und dann in zwei kontrastierenden Schichten abgewandelt wird, unterbrochen von Kadenzen.
Das Werk wurde oft auf Tonträgern eingespielt, wobei einige Versionen in Zusammenarbeit mit dem Komponisten entstanden.

## Hintergrund
Die Werke des produktiven Komponisten Karlheinz Stockhausen werden in drei Phasen gegliedert. Die erste umfasst die Dekaden der 1950er und 1960er Jahre, die zweite dauerte ungefähr von 1970 bis 1977, die dritte war der Rest seines Lebens, den er vor allem der Komposition des Opernzyklus Licht widmete. Während der zweiten Phase komponierte er nach einer Methode, die er Formeltechnik nannte, für Werke wie Mantra (1970), Inori (1974), Jubiläum und In Freundschaft (beide 1977). Er benutzte diese Formeltechnik auch in anderen Kompositionen der Phase, zum Beispiel Tierkreis (1975/76).:601

## Kompositionsgeschichte
Die erste Version von In Freundschaft wurde am Sonntag, dem 24. Juli 1977, in Aix-en-Provence als Geburtstagsgeschenk für die Klarinettistin Suzanne Stephens komponiert. Stockhausen schrieb sie für ihr Instrument, doch erstellte er sofort auch eine Version für Querflöte. Diese Fassung wurde bei der Geburtstagsfeier am 28. Juli zweimal gespielt, nacheinander von den beiden amerikanischen Flötistinnen Lucille Goeres und Marjorie Shansky. Die erste öffentliche Aufführung, ebenfalls die Flötenversion, wurde von Goeres am 6. August 1977 gespielt, in einem Konzert von Kursteilnehmern des Centre Sirius am Konservatorium von Aix. Stockhausen überarbeitete das Werk am 27. April 1978 und schrieb bei dieser Gelegenheit Fassungen für Oboe, Trompete, Violine und Viola. Die erste Aufführung der Klarinettenfassung spielte Stephens am 30. November 1978 als Teil eines Konzerts, Hommage à Olivier Messiaen, im Salle Wagram in Paris. Heinz Holliger spielte die Oboenfassung erstmals am 6. Juli 1979 in Konzert mit Musik des 20. Jahrhunderts im großen Saal des Saarländischen Rundfunks in Saarbrücken. Ungefähr um diese Zeit schrieb Stockhausen eine Version für Bassetthorn, die Stephens erstmals bei einer privaten Versammlung im Haus des Komponisten aus Anlass seines 51. Geburtstages am 22. August 1979.  Die erste öffentliche Aufführung der tiefen Fassung spielte der niederländische Bassklarinettist Harry Sparnaay am 10. Januar 1981 in Haarlem.:136–137
In den folgenden Jahren passte Stockhausen die Komposition fast allen anderen Orchesterinstrumenten an. Zwischen dem 7. und 10. Januar 1981 erarbeitete er mit Warren Stewart eine Cello-Version, die Stewart in der Eastman School of Music am 23. April des Jahres erstmals öffentlich spielte. Noch vor dieser Premiere schrieb Stockhausen vom 16. bis 19. April eine neue Fassung für Violine. Eine Version für Fagott folgte im nächsten Jahr, erarbeitet am 19. und 20. April 1982 für Kim Walker. Während der Proben kam Stockhausen auf die Idee, das Stück von einem Teddybär spielen zu lassen, wie er ihn als kleines Kind hatte, nur vergrößert. Walker ließ sich ein Kostüm machen und spielte die Premiere in Wigmore Hall in London am 10. Mai 1982 unter dem Titel In Freundschaft, for a teddy bear with bassoon. Mark Tezak wünschte sich eine Fassung für Posaune und legte letzte Details in Proben mit dem Komponisten im August und September 1982. Ungefähr gleichzeitig bat John Sampen um eine Version für Sopransaxophon und probte sie, doch Stockhausen überarbeitete sie weiter im Folgejahr in Zusammenarbeit mit Hugo Read. Auf Wunsch von Alejandro Govea Zappino entstand eine Hornfassung, die er am 17. November 1983 probte, doch Stockhausen verfeinerte sie weiter bis zum 11. September 1984, und die Premiere wurde schließlich von Jens McManama, dem Hornisten des Ensemble intercontemporain, gespielt in einem Konzert in Baden-Baden zum 60. Geburtstag von Pierre Boulez am 31. März 1985 gespielt.:137 Sogar eine Fassung für Altblockflöte entstand, in Zusammenarbeit mit Geesche Geddert, erst in Briefwechsel, dann in Probenarbeit am 6. April 1984.:137:416 Die veröffentlichte Version für Cello kann auch auf dem Kontrabass gespielt werden, und es gibt eine weitere Fassung für Tuba.:25 Auf Wunsch seines Sohnes, des Trompeters Markus Stockhausen, ersetzte Stockhausen die Trompetenfassung durch eine neue für eine Trompete mit einem speziellen vierten Ventil, die in Kürten am 31. August 1997 uraufgeführt wurde.:8, 14, 20

## Musik
In Freundschaft beginnt mit einer musikalischen Formel, die Parameter vorgibt wie Tonhöhe und -dauer, Dynamik und Klangfarbe. Sie wird als Motiv für weitere Variationen benutzt. Die Basisformel besteht aus fünf Segmenten, die durch Pausen voneinander getrennt sind. Die Segmente haben 1, 3, 2, 5, und 8 Noten, also insgesamt 19. Die Formel wird zu zwei "Statements" unterschiedlicher Höhenschichten verwandelt, so dass das Werk als monothematisch beschrieben werden kann. Anfangs wird der unterschiedliche Charakter der beiden Schichten durch die Dynamik verstärkt: die hohe Schicht ist regelmäßig pp, die tiefe Schicht ff.
Die beiden Schichten bestehen wie die Formel aus fünf Segmenten, und die Pausen, die die Segmente in der hohen Schicht trennen, entsprechen den klingenden Tönen der tiefen Schicht.  Die Schichten werden durch einen Triller in Mittellage abgeschlossen, der sich zuerst aus einer Beschleunigung des letzten Segments der Formel ergibt.:137
Nach dem ersten Erscheinen der beiden Schichten wird ihr gegensätzlicher Charakter allmählich, im Laufe mehrerer zyklischer Statements, ausgeglichen, bis beide schließlich zu einer einzigen Melodie vereinigt werden. Es geschieht, indem in jedem Zyklus die hohe Schicht einen Halbton abwärts transponiert wird, die tiefe Schicht jedoch einen Halbton aufwärts. Während die Schichten im ersten Statement in zwei unterschiedlichen Oktavräumen liegen, , erreichen sie im 7. Statement den Raum einer einzigen Oktave.
Die Form wird von zwei Kadenzen gegliedert, zuerst nach dem 3. Zyklus, dann auf dem Höhepunkt des 6. Zyklus als Überleitung zur Vereinigung im 7. Zyklus.

## Einspielungen
Es gibt Einspielungen von In Freundschaft für verschiedene Instrumente. Einige entstanden in Zusammenarbeit mit dem Komponisten und wurden im Stockhausen-Verlag veröffentlicht, als Teil einer vollständigen Aufnahme seiner Werke, die 1991 begonnen wurde.
| Instrument     | Aufnahmen | Jahr |
| -------------- | --- | ---- |
| Flöte          | Karlheinz Stockhausen: Musik für Flöte. Kathinka Pasveer. 2 CD. Stockhausen Complete Edition CD 28A-B. Kürten: Stockhausen-Verlag | 1992 |
| Blockflöte     | Karlheinz Stockhausen: In Freundschaft für Blockflöte, für Fagott, für Horn, für Kontrabass. Geesche Geddert, Altblockflöte. Stockhausen Complete Edition CD 101. Kürten: Stockhausen-Verlag | 2012 |
| Oboe           | Christian Hommel: Bach, Mozart, Huber, Stockhausen. Christian Hommel (Kay Johannsen, Cembalo). CD. Ars Musici Primavera AMP 5005-2. Primavera HM 2067-2. Freiburg: Ars Musici | 1993 |
| Oboe           | Karlheinz Stockhausen: In Freundschaft; Linker Augentanz; Taurus; Taurus-Quintett; Kamel-Tanz; Rotary-Bläserquintett. Claire Sirjacobs. CD digital, 12 cm, stereo. Stockhausen Complete Edition CD 105. Kürten: Stockhausen-Verlag | 2015 |
| Klarinette     | Stockhausen: In Freundschaft, Traum-Formel, Amour. Suzanne Stephens, Klarinette und Bassetthorn. CD. Deutsche Grammophon 419 378–2. Hamburg: Polydor International GmbH, 1988. Auch: Deutsche Grammophon 423 378–2. Hamburg: Polydor International GmbH, 1988. Auch: Stockhausen Complete Edition CD 27 (CD). Kürten: Stockhausen-Verlag, 1992.                                     | 1988 |
| Klarinette     | Alain Damiens Clarinette. Alain Damiens. CD. ADDA 581066. 1988. Auch: Damiens: Clarinet Solos. 06/17/2002. CD. Accord 472337. | 1988 |
| Klarinette     | Clarinet in the XXth Century. Ivan Stochl; (Boris Nedeltchev, Klavier). CD. Gega GD 120 1991. Sofia: Gega, Ltd., 1992. | 1992 |
| Klarinette     | 20th Century Music for Unaccompanied Clarinet. Paul Meyer. CD. Denon CO-78917. [Tokyo]: Nippon Columbia Co., Ltd., 1994. | 1994 |
| Klarinette     | Dal Niente. Eduard Brunner. CD. ECM New Series ECM1599 453 257–2.: ECM Records GmbH, 1997. | 1997 |
| Bassetthorn    | Musik für Klarinette, Baßklarinette, Bassetthorn: Suzee Stephens spielt 15 Kompositionen. Stockhausen Complete Edition CD 32 A–C (3 CDs). Kürten: Stockhausen-Verlag | 1994 |
| Bassetthorn    | Karlheinz Stockhausen for Basset Horn. Michele Marelli. Times Future. CD, stereo. Stradivarius STR 33958. [Cologno Monzese (Milan)]: Stradivarius, 2013. | 2013 |
| Bassklarinette | Karlheinz Stockhausen: Bass Clarinet & Piano. Volker Hemken; (Steffen Schleiermacher, Klavier). 09/25/2007. CD. MDG 6131451. Detmold: Musikproduktion Dabringhaus und Grimm, 2007. | 2007 |
| Bassklarinette | In Freundschaft, für Violine, Bassklarinette, Viola, Tuba, Violoncello. Petra Stump. May 2013, Sound Studio N, Cologne. CD digital, 12 cm, stereo. Stockhausen Complete Edition CD 102. Kürten: Stockhausen-Verlag, 2014. | 2014 |
| Saxophon       | Daniel Kientzy: Saxophones. Daniel Kientzy. CD. ADDA 581047. Mit Werken von Berio, Cacana, Mache, Scelsi, Stroe und Vaggione. |      |
| Saxophon       | Arno Bornkamp: Reed My Mind: Contemporary Music for Saxophone. Arno Bornkamp, Altsaxophon. CD. BVHaast CD 9304. Amsterdam: BVHaast, 1994. | 1994 |
| Saxophon       | Outline. Giovanni Nardi, Sopransaxophon. CD. Video Radio Classics (Italy) VR CD 000412. |      |
| Saxophon       | The Solitary Saxophone. Claude Delangle. CD. Bis CD-640. Djursholm: Grammofon AB BIS, 1994. | 1994 |
| Saxophon       | Scena. Timothy McAllister. (Mead, Lauba, Steinberg, Carter). 25. Juli 2000. CD. Equilibrium EQ 32. Dexter, MI: Equilibrium, 1999. | 1999 |
| Saxophon       | Saxophon. Julien Petit. CD. Stockhausen Complete Edition CD 78. Kürten: Stockhausen-Verlag, 2005. | 2005 |
| Saxophon       | In Friendship. James Romain; (Kevin Class, Klavier). 27. Mai 2008. CD. Centaur CRC 2916. [Baton Rouge, La.]: Centaur Records, 2008. | 2008 |
| Fagott         | Stockhausen: Music for Bassoon. Knut Sönstevold; (Kina Sönstevold, Klavier). CD. Nosag CD 42. [Sweden]: Nosag Records, 2000. | 2000 |
| Fagott         | Bassoon XX/Fagott XX. Rino Vernizzi; (Gianpaolo Ascolese, percussion; Gianluca Renzi, Kontrabass; New Music Studium, Antonio Plotino, conductor). CD. Arts Music 47644. [Germany]: Arts Music, 2001. | 2001 |
| Fagott         | Karlheinz Stockhausen: In Freundschaft für Blockflöte, für Fagott, für Horn, für Kontrabass. Edurne Santos. Stockhausen Complete Edition CD 101. Kürten: Stockhausen-Verlag, 2012. | 2008 |
| Horn           | Karlheinz Stockhausen: In Freundschaft für Blockflöte, für Fagott, für Horn, für Kontrabass. Christine Chapman. Stockhausen Complete Edition CD 101. Kürten: Stockhausen-Verlag, 2012. | 2012 |
| Trompete       | Markus Stockhausen Plays Karlheinz Stockhausen. Markus Stockhausen; (Niek de Groot, Kontrabass; Annette Meriweather, Sopran). CD. EMI Classics 7243 5 56645 2 5. Cologne: EMI Electrola GmbH, 1998. Auch: Stockhausen: Aries, Halt, Pietà, In Freundschaft. Stockhausen Complete Edition 60. Auch: 20th Century Classics. 2 CD. EMI Classics 6955982. [London]: EMI Classics, 2009. | 1998 |
| Posaune        | The Solitary Trombone. Christian Lindberg. CD. Bis CD-388. Djursholm: Grammofon AB BIS, 1989. | 1989 |
| Posaune        | Musik für Posaune und Euphonium. Michael Svoboda. CD. Stockhausen Complete Edition CD 44. Kürten: Stockhausen-Verlag, 1997. | 1997 |
| Tuba           | In Freundschaft, für Violine, Bassklarinette, Viola, Tuba, Violoncello. Hans Nickel. 24. März 2012 Sound Studio N, Cologne. CD digital, 12 cm, stereo. Stockhausen Complete Edition CD 102. Kürten: Stockhausen-Verlag, 2014. | 2012 |
| Violine        | In Freundschaft, für Violine, Bassklarinette, Viola, Tuba, Violoncello. Raul Lustgarten. 14. Dezember 2013 Sound Studio N, Cologne. CD digital, 12 cm, stereo. Stockhausen Complete Edition CD 102. Kürten: Stockhausen-Verlag, 2014. | 2013 |
| Viola          | In Freundschaft, für Violine, Bassklarinette, Viola, Tuba, Violoncello. Anna Tkatchouk. 30. März 2014 Sound Studio N, Cologne. CD digital, 12 cm, stereo. Stockhausen Complete Edition CD 102. Kürten: Stockhausen-Verlag, 2014. | 2014 |
| Violoncello    | Ciaccona. Friedrich Gauwerky. LP. Edition Michael F. Bauer MFB 048. [German]: Edition Michael F. Bauer, 1987. | 1987 |
| Violoncello    | In Freundschaft, für Violine, Bassklarinette, Viola, Tuba, Violoncello. Friedrich Gauwerky. 17. März 2012 Sound Studio N, Cologne. CD digital, 12 cm, stereo. Stockhausen Complete Edition CD 102. Kürten: Stockhausen-Verlag, 2014. | 2014 |
| Kontrabass     | Karlheinz Stockhausen: In Freundschaft für Blockflöte, für Fagott, für Horn, für Kontrabass. Heiko Maschmann. Stockhausen Complete Edition CD 101. Kürten: Stockhausen-Verlag, 2012. | 2012 |

## Rezeption
Ein Nachruf auf Stockhausen der CBC fasste 2007 zusammen: „In den 1970ern begann er mit der ‚Formeltechnik‘ und schuf einen einfachen Stil, der Vorbild für eine neue Generation deutscher Komponisten wurde. Tierkreis und In Freundschaft sind seine am häufigsten aufgenommenen Werke aus dieser Periode.“